# کارمن جونز
کارمن جونز (انگلیسی: Carmen Jones) فیلمی در ژانر رمانتیک، درام، و موزیکال به کارگردانی اتو پرمینجر است که در سال ۱۹۵۴ منتشر شد.
از بازیگران آن می‌توان به هری بلافونته، دوروتی دندریج، پرل بیلی، مارلین هورن و براک پیترس اشاره کرد.
این فیلم برنده جایزه گلدن گلوب بهترین فیلم موزیکال یا کمدی در سال ۱۹۵۴ شده‌است.

## خلاصه داستان
در یک اردواگاه نظامی سیاه پوستان، "کارمن جونز" که چترهای نجات را آماده می‌کند مورد علاقه بسیاری از مردان است. اما او "جو" را می‌خواهد، مردی که با "سیندی لو" نامزد بوده و در آستانه اعزام شدن به آموزش خلبانی در جنگ کره است...